# Luis Fernando Fernández Rodríguez
Luis Fernando Fernández Rodríguez (Villafáfila, 3 de setembre de 1964) és un exfutbolista castellanolleonès, que ocupava la posició de migcampista.

## Trajectòria
Format al planter de l'Athletic Club, hi debuta amb el primer equip a la campanya 84/85, en la qual juga un encontre de lliga i dos de Copa. Durant els anys següents alterna les aparicions entre l'Athletic i l'equip B, consolidant-se al primer planter a partir de la 88/89. Eixe any és titular a l'equip de San Mamés, amb 37 partits.
Entre 1989 i 1992 l'aportació del defensa aniria minvant fins a aparèixer en només 14 partits la temporada 91/92. L'estiu de 1992 fitxa pel Real Burgos, amb qui viu un doble descens que el porta de Primera a Segona Divisió B. Es retira el 1995, després d'haver jugat la darrera campanya amb el Gernika.